# Cellule de Neubauer

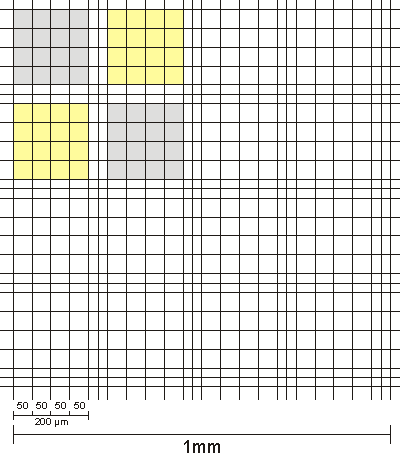
Grand carré central de la cellule de Neubauer

La cellule de Neubauer est un hématimètre qui permet de compter le nombre de cellules en suspension dans une solution, elle est principalement utilisée pour la numération de leucocytes.
La lame de verre de la cellule de Neubauer est gravée d'un quadrillage comportant 9 grands carrés de 1 mm2 chacun. Les 4 grands carrés externes sont composés de 16 carrés de 0,25 mm de côté, ils sont généralement appelés L. Le grand carré central est lui divisé en 16 carrés de 0,2 mm de côté, sub-divisés en 16 petits carrés de 0,05 mm de côté. Les plus petits carrés ont une surface de 0,002 5 mm2. Le carré central comporte aussi 5 carrés utilisés pour la numération es érythrocytes et des thrombocytes, généralement appelés E, ils sont délimités par le trait externe des trois traits de séparations des plus petits carrés. La cellule de Neubauer a connu plusieurs modifications, mais chaque type est encore utilisé. 

## Neubauer modifiée

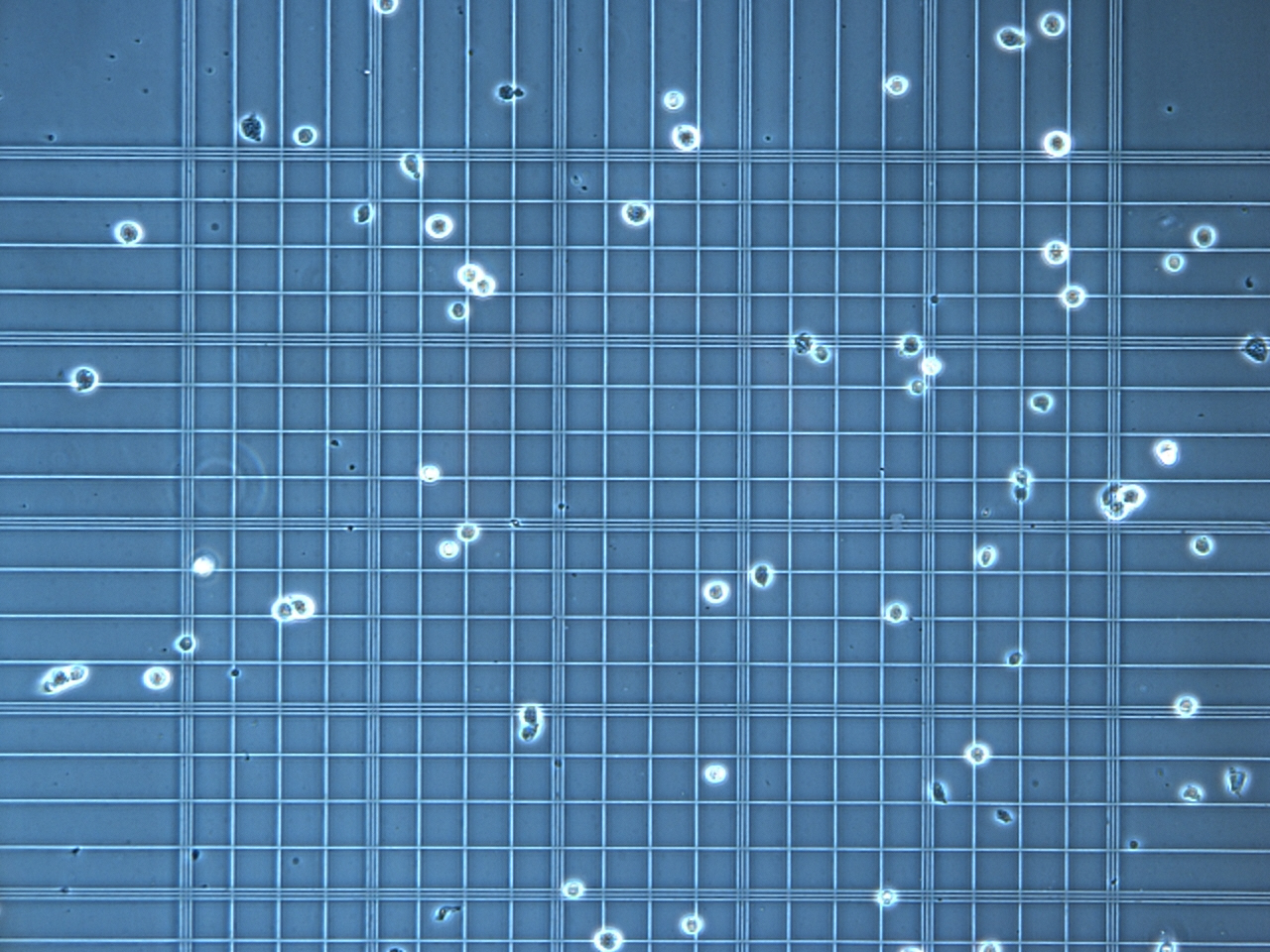
Une cellule de Neubauer modifiée

La cellule de Neubauer modifiée diffère de la cellule originelle par les délimitations des carrés E. Dans la version modifiée c'est le trait médian qui fait office de séparation et permet de choisir décide si les cellules limitrophes sont à compter ou non.